# كأس البوسنة والهرسك 2011–12
كأس البوسنة والهرسك 2011–12 هو موسم من كأس البوسنة والهرسك. أقيم خلال الفترة 14 سبتمبر 2011 وحتى 16 مايو 2012، وأشرف على تنظيمه اتحاد البوسنة والهرسك لكرة القدم، وكان عدد الأندية المشاركة فيه 32، وفاز فيه نادي جيلييزنيتشار ساراييفو.